# Коршуновка (Моршанский район)
Коршуновка — село в Моршанском районе Тамбовской области России. 
Входит в Устьинский сельсовет.

## География
Расположено на реке Цна, на северо-восточной границе города Моршанск, и в 87 км к северу от центра Тамбова.
На севере примыкает к железной дороге Пенза — Моршанск — Тула.

## Население
| 2002 | 2010 |
| ---- | ---- |
| 436  | ↗490 |

Согласно результатам переписи 2002 года, в национальной структуре населения русские составляли 97 % от жителей.